# Templo de San Pablo (Meoqui, Chihuahua)
El Templo de San Pablo es un edificio de culto católico localizado en la ciudad de Meoqui, Chihuahua, México; sede de la parroquia que atiende a la población urbana y su principal monumento histórico; está dedicado al Apóstol San Pablo, llamado el apóstol de los gentiles.

## Historia
La región de lo que hoy se conoce como Cd. Meoqui tuvo su origen como una pueblo de visita franciscano a inicios del siglo XVII, no obstante se considera al franciscano Fray Andrés Ramírez como el fundador del pueblo de San Pablo. A fines de 1693 llegaron 34 familias indígenas que se establecieron en el caserío a los márgenes del río San Pedro. Fue cuartel militar independizándose de Julimes en lo eclesiástico en 1794, desde entonces tiene el título de parroquia. Existió un templo de menores dimensiones posiblemente construido hacía 1709.
En 1857 el Pbro. Celedonio Valenzuela reunió al pueblo y concretaron la construcción de un nuevo templo ya que el antiguo amenazaba con caerse y ya era insuficiente para la población. Debido a las guerras internas en México la primera piedra del edificio se coloca hasta 1862 y la construcción continua hasta 1877, año en que el Padre Fernando Carrasco, quien dirigió la construcción, bendice el edificio el cual carecía de retablo y torre aún no se terminaba.
Posteriormente se construyó la torre pero debido a fallos en la construcción no pudo edificarse la segunda, por lo que el templo está inconcluso. En el frontis del templo se colocó un reloj traído de la catedral de Chihuahua el cual permaneció hasta 1942 en que fue sustituido por otro el cual a su vez fue cambiado en 2005 por el actual que es electrónico.
El constructor principal del edificio fue el maestro albañil Mariano Quiroz Gallegos quien fue sepultado a la entrada principal del templo. El principal benefactor y mayor contribuyente para la edificación de la parroquia fue el señor Epifanio Álvarez, empresario y terrateniente el cual al fallecer en 1902 fue inhumado a un costado del templo; sue abuelo del político chihuahuense Luis Héctor Álvarez.

## Arquitectura
El templo es de estructura parroquial, con planta de cruz latina y tres naves,  elaborado con piedra, adobe y acabados en cantera de la región, de la sierra de Olinda. El ciprés del altar mayor, de estilo neoclásico, es de cantera blanca decorado con columnas salomónicas.  En 1922 se construyó el altar de Santa Mónica en estilo neogótico.
El interior de tres naves, una central y dos procesionales, ahora ocupadas por bancas, siguen el estilo parroquial de la arquitectura. Los altares del Sagrado Corazón y la virgen de Guadalupe son del tiempo del ciprés.  En 1945 el deterioro del templo hizo necesaria una remodelación por lo que el Pbro. Severiano Hurtado cambió el piso de madera por el de mármol y dotó con nichos las paredes del edificio donde se colocaron imágenes de tamaño natural con advocaciones de Cristo, la Virgen y San José. El Baptisterio funciona como la capilla del Santo entierro, imagen yaciente de Cristo que es venerada por la feligresía y sacada en procesión durante Semana Santa.
Las pinturas de los muros y la cúpula desaparecieron por la humedad y el mal estado, en los años 40 fueron encalados. Sobrevive un fresco en el techo de un salón anexo así como dos pinturas del siglo XIX en óleo y con referencia a la vida eterna. La cúpula octogonal es sostenida por cuatro pechinas preside el crucero del templo frente al presbiterio.